# George Ariyoshi

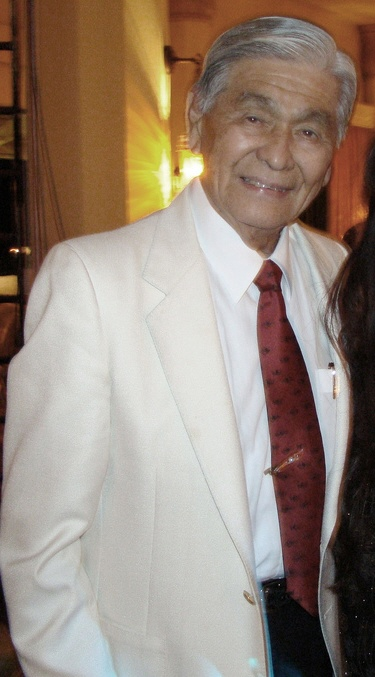
George Ariyoshi (2009)

George Ryoichi Ariyoshi (jap. 有吉 良一, Ariyoshi Ryōichi; * 12. März 1926 in Honolulu, Hawaii-Territorium) ist ein ehemaliger US-amerikanischer Politiker (Demokratische Partei). Er war der dritte Gouverneur des US-Bundesstaates Hawaii.

## Werdegang
George Ariyoshi wurde 1926 in Honolulu geboren und ist der erste Amerikaner japanischer Abstammung, der das Amt des Gouverneurs in den Vereinigten Staaten bekleidete. Zum Ende des Zweiten Weltkrieges diente er als Dolmetscher beim Military Intelligence Service der US Army in Japan. Nach dem Krieg besuchte er zuerst die University of Hawaii und danach die Michigan State University, wo er mit einem Bachelor of Arts graduierte. Anschließend wurde Ariyoshi in das Abgeordnetenhaus des Hawaii-Territoriums gewählt, vier Jahre später in den territorialen Senat und schließlich nach dem Beitritt zur Union in den Staatssenat. 1973 wurde er in das Amt des Vizegouverneurs gewählt; im selben Jahr übernahm er kommissarisch die Aufgaben des erkrankten Gouverneurs John A. Burns, den er für den Rest von dessen Amtszeit vertrat. 1974 gewann er dann selbst die Gouverneurswahlen mit 54,6 Prozent der Stimmen gegen den Republikaner Randolph Crossley; 1978 und 1982 gelang ihm jeweils die Wiederwahl.
Als Gouverneur hatte er den Vorsitz bei der Western Governors' Conference 1978 und als erster Vorsitzender der neu gegründeten Western Governors' Association 1984 und 1985. Darüber hinaus war er Mitglied und Präsident des Pacific Basin Development Council sowie Mitglied des Standing Committee of the Pacific Islands Conference. Ferner gehörte er 1969 dem House of Delegates der American Bar Association an, war Präsident der Hawaii Bar Association, der Hawaii Bar Foundation und des Military Intelligence Service Veterans Club. Als Geschäftsmann war er Corporate Director der First Hawaiian Bank, der Honolulu Gas Company und der Hawaiian Insurance and Guaranty Company. Nachdem er sein öffentliches Amt verlassen hatte, trat er der Anwaltskanzlei Ing & Kawashima bei, spezialisiert auf internationale Beratung von Geschäften zwischen Hawaii und den Vereinigten Staaten.
Die Michigan State University verlieh ihm 1979 die Ehrendoktorwürde.